# Robert Ménard
Robert Ménard, född 6 juli 1953, är en fransk politiker och före detta journalist. Han är en av grundarna och tidigare generalsekreterare för den Paris-baserade internationella NGO:n Reportrar utan gränser. Han är nuvarande borgmästare för staden Béziers i södra Frankrike och valdes 2014 med stöd från partiet Front National.
1 oktober 2012 grundade han tillsammans med Dominique Jamet den högerextrema nyhetssajten Boulevard Voltaire.